# 张河桥乡
张河桥乡，是中华人民共和国山东省泰安市东平县曾经下辖的一个已经撤销的乡镇级行政单位，位于东平县东北部。该乡始建于1985年，2001年时并入接山乡（即今接山镇），存在时长共15年。

## 历史
先秦时期，今张河桥乡地域为遂国地，后为齐国吞并。汉代至北朝时期，张河桥乡一带属富城县。清代时分属东平州义德保、仁德保、北仁寿保三个保，民国时期属东平四区。
中华人民共和国建立后，今张河桥乡大部属六区，而遂城、朝阳庄一带属五区。经过数次区划调整，1958年末，接山公社建立。张河桥乡驻地张河桥村原无居民，1975年，接山公社机关由接山迁往此处，建立新村，是为张河桥村。1984年4月，接山人民公社改为张河桥区，并辖五个乡，次年，张河桥区撤销，原张河桥区北部的夏谢、苍邱、徐坦三个乡合并为新的张河桥乡。
2001年1月，张河桥乡撤销，并入接山乡。

## 地理环境
张河桥乡位于东平县东北部，东临肥城市孙伯镇、东北邻肥城市王庄镇，南接接山乡，西接大羊乡，总面积77.6平方千米。行政驻地位于张河桥乡中部的张河桥村，距离东平县城15公里。张河桥乡整体地势北高南低、东西高中部低，全乡最高海拔为316米，最低海拔仅有55.5米。汇河、金线河为张河桥乡重要河流。乡境内的矿产资源有白云岩、石灰岩等。

## 行政区划
1985年底，张河桥乡下辖4个管理区，共28个行政村和28个自然村。张河桥下辖的行政村为（括号内为该行政村同时下辖的自然村）：
夏谢一村（张河桥西村）、夏谢二村、夏谢三村、夏谢四村（庙村）、夏谢五村、后寨子村、上遂城西村、上遂城东村、下遂城村（黄家楼村、前庄村）、北遂城村、朝阳庄村（东朝阳庄）、徐坦村（东香山村）、李山头村、林马庄村（西香山村）、尹山庄村、肖庄村、麻子峪村、山神庙村、牛山庄村、苍邱一村（前进村）、苍邱二村、苍邱三村、辛庄村、常庄一村（张河桥村）、常庄二村、常庄三村、东屯村、南屯村。

## 经济
张河桥乡拥有耕地7.4万亩，农民人均占有1.98亩，1993年，张河桥乡农业总产值1639万元，粮食总产量为21260吨，单产277公斤。工业方面，1993年张河桥乡工业企业产值4175万元。当年张河桥乡财政总收入为116.09万元。

## 人口
根据2000年中国第五次人口普查的数据，张河桥乡共有人口34600人，其中男性17256人，占总人口的49.87%，女性17316人，占总人口的50.13%。共有家庭9069户，家庭户总人口34275人，平均每户3.78人。十四岁以下儿童共7009人，占总人口20.26%；15至64岁人口共24139人，占总人口69.77%；65岁及以上的老年人共3452人，占总人口9.98%。本地居住的人口中，有34004人拥有本地户籍。

## 基础设施

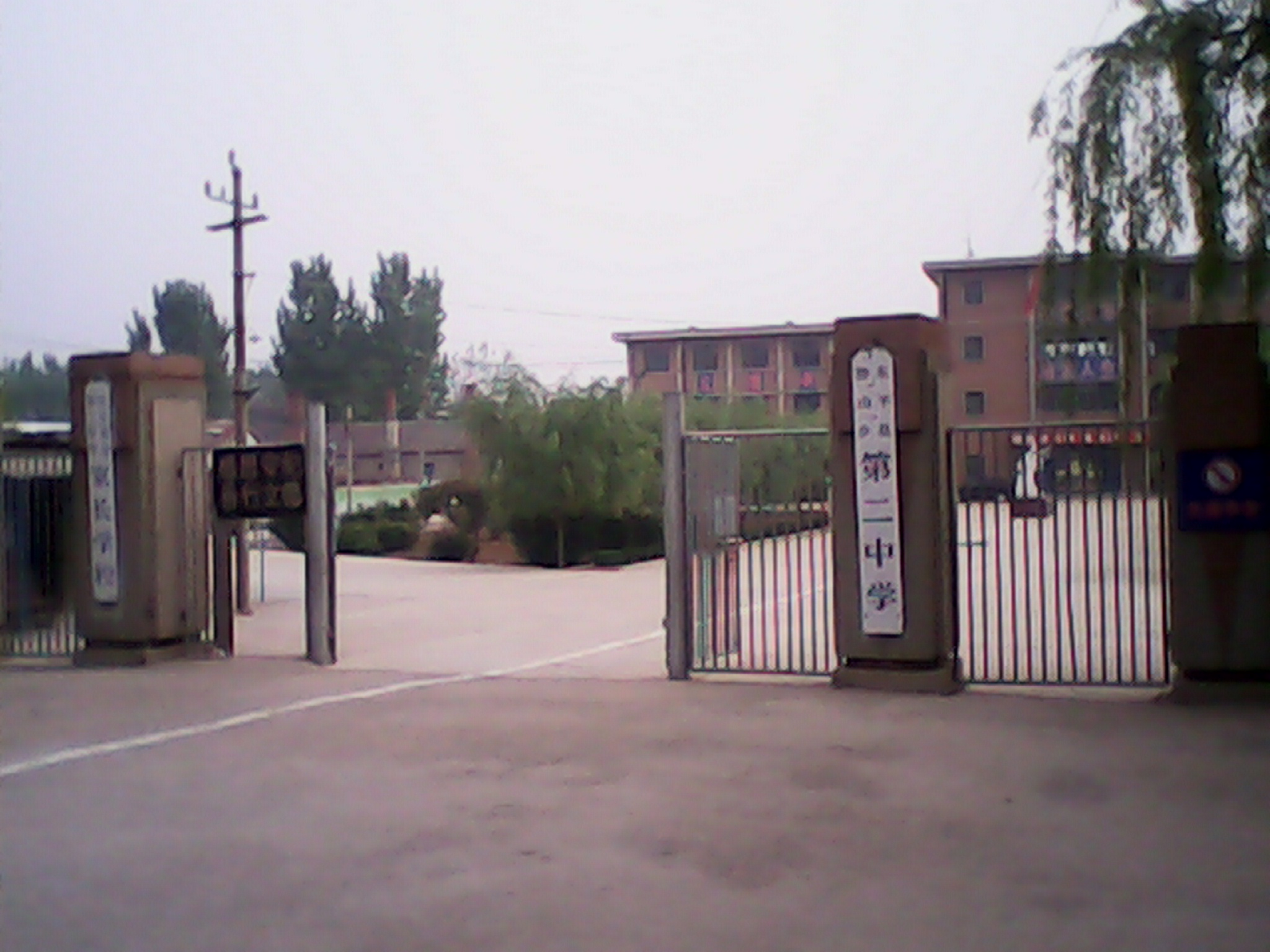
2015年的接山第二中学，位于张河桥村，该中学由原张河桥一中、张河桥二中合并而来

至1993年，张河桥乡境内的每个村都已经实现了通车、通电、通电话。当年境内共有公路110余条，公路总长度11.4万米，人均用电量123度。
1993年时张河桥乡境内有幼儿园28所；小学27所，在校学生4160人；中学4所，在校学生1520人。当年该乡有卫生院一所，卫生室28个。

### 引用
1. 1 2  东平县史志办公室. .   [2019-07-18]. （原始内容存档于2018-07-14）.
2. ↑  东平县地名委员会办公室 1993，第19頁
3. ↑  东平县史志办公室. .   [2019-07-18]. （原始内容存档于2018-07-09）.
4. ↑  东平县民政局 2005，第88-90頁
5. ↑  东平县民政局 2005，第93-96頁
6. ↑  山东省东平县志编纂委员会. .   [2019-07-18]. （原始内容存档于2019-07-18）.
7. ↑  东平县民政局 2005，第65-67頁
8. ↑  东平县民政局 2005，第72頁
9. ↑  山东省东平县志编纂委员会. .   [2019-07-18]. （原始内容存档于2018-07-11）.
10. ↑  东平县史志办公室. .   [2019-07-18]. （原始内容存档于2018-07-11）.
11. ↑  东平县民政局 2005，第69頁
12. ↑  东平县史志办公室. .   [2019-07-18].
13. ↑  东平县史志办公室. .   [2019-07-18].
14. ↑  东平县史志办公室. .   [2019-07-18].
15. ↑  中华人民共和国统计局. . 2000. （原始内容存档于2012-04-07）.
16. ↑  东平县史志办公室. .   [2019-07-18]. （原始内容存档于2018-07-13）.
17. ↑  东平县史志办公室. .   [2019-07-18].